# Александар Љубичић
Александар Љубичић (енгл. Aleksandar Ljubicic) српски је рагбиста, који тренутно игра рагби 15 за Партизан.

## Рагби каријера
Александар је Партизаново дете из београдске рагби породице. Ацин брат је такође успешан рагбиста, Милош Љубичић. Александар је поникао у Партизановој рагби школи, у млађим категоријама тренирали су га рагби тренери Жеравица и Бабић.

## Успеси са екипом
Првак Републике Србије у рагбију 15 са Партизаном 2018, 2019, 2020, 2021.
Освајач Купа Републике Србије у рагбију 15 са Партизаном 2019.

## Играчки квалитети
Александар Љубичић је укљештени стуб који може одиграти на јако високом нивоу и који дефинитивно прави разлику на терену. За свој габарит је итекако мобилан, има одличне руке и врло добар је у кретњи без лопте, играч способан да испрати план игре.